# Société mycologique de France
La Société mycologique de France è un'associazione di micologi francese e francofona. 
Dal 2006, il Presidente è Régis Courtecuisse.

## Storia
Fu fondata nel 1884 a Épinal nei Vosgi, da tre medici, Lucien Quélet (1832-1889), Antoine Mougeot (1815-1889) e René Joseph Justin Ferry (1845-1924), insieme a due farmacisti, Émile Boudier (1828-1920) e Narcisse Théophile Patouillard (1854-1926). Lo scopo della associazione era: "Costruire relazioni tra micologi botanici sparsi in varie parti del territorio francese, centralizzare le loro ricerche e arrivare a gettare le basi per una flora fungina globale della Francia."
È stata la prima società micologica al mondo. A un anno dalla sua nascita contava già 128 membri che tre anni dopo erano diventati 250.
La sua sede si trova attualmente in via Rottembourg nel 12° arrondissement di Parigi.

## Attività
- escursioni in bosco alla ricerca di funghi in compagnia di micologi esperti
- sessioni di determinazione dei funghi
- mostra annuale di funghi freschi a Parigi
- corso di micologia e microscopia per principianti
- pubblicazione di un bollettino trimestrale